# Mersennovo število
Mersennovo število (tudi Evklid-Mersennovo število) je naravno število oblike:
{\displaystyle M_{n}\equiv 2^{n}-1,\qquad (n>0)\!\,.}
Mersenne je poskušal odkriti, katera števila takšne oblike so praštevila. Mersennova praštevila so v tesni povezavi s popolnimi števili. Trenutno (marec 2025) je po vrsti znanih 44 Mersennovih praštevil za n enak (OEIS A000043):
2, 3, 5, 7, 13, 17, 19, 31, 61, 89, 107, 127, 521, 607, 1279, 2203, 2281, 3217, 4253, 4423, 9689, 9941, 11.213, 19.937, 21.701, 23.209, 44.497, 86.243, 110.503, 132.049, 216.091, 756.839, 859.433, 1.257.787, 1.398.269, 2.976.221, 3.021.377, 6.972.593, 13.466.917, 20.996.011, 24.036.583, 25.964.951, 30.402.457 in 32.582.657.
in še 4 Mersennova praštevila za n enak:
37.156.667, 42.643.801, 43.112.609 in 57.885.161.
Ni pa znano ali obstaja še kakšno Mersennovo praštevilo, ki je manjše od 45., oziroma med zadnjimi štirimi.
Velja domnevna ocena za gostoto porazdelitve Mersennovih praštevil z eksponentom {\displaystyle p<x\,}:
{\displaystyle e^{\gamma }\log(\log x)/\log 2\!\,,}
kjer je γ Euler-Mascheronijeva konstanta.

## Značilnosti
Enakost:
{\displaystyle 2^{ab}-1=(2^{a}-1)\left(1+2^{a}+2^{2a}+2^{3a}+\cdots +2^{(b-1)a}\right)\!\,}
kaže, da je {\displaystyle M_{n}} lahko praštevilo le, če je tudi n praštevilo. Praštevilskost n je nujen, ne pa tudi zadosten pogoj, da je {\displaystyle M_{n}} praštevilo. To dejstvo zelo poenostavlja iskanje Mersennovih praštevil. Obratna izjava, da je {\displaystyle M_{n}} nujno praštevilo, če je n praštevilo, pa ne velja. Najmanjši protiprimer je {\displaystyle 2^{11}-1=2047=23\cdot 89}, ki je sestavljeno število. Prva druga praštevila, za katera {\displaystyle M_{n}} ni praštevilo, so (OEIS A054723):
11, 23, 29, 37, 41, 43, 47, 53, 59, 67, 71, 73, 79, 83, 97, 101, 103, 109, 113, 131, 137, 139, 149, 151, 157, 163, 167, 173, 179, 181, 191, 193, 197, 199, 211, 223, 227, ...
Ni znano ali je takšnih števil neskončno mnogo. Ta praštevila si sledijo po vrsti, (11 je peto praštevilo, 23 deveto, itd.): (OEIS A135980):
5, 9, 10, 12, 13, 14, 15, 16, 17, 19, 20, 21, 22, 23, 25, 26, 27, 29, 30, 32, 33, 34, 35, 36, 37, 38, 39, 40, ...
Vsota neskončne vrste obratnih vrednosti Mersennovih praštevil konvergira in je enaka konstanti:
{\displaystyle {\begin{aligned}\sum _{n=1}^{\infty }{\frac {1}{M_{n}}}&={\frac {1}{3}}+{\frac {1}{7}}+{\frac {1}{31}}+{\frac {1}{127}}+{\frac {1}{8191}}+{\frac {1}{131071}}+{\frac {1}{524287}}+{\frac {1}{2147483647}}+{\frac {1}{2305843009213693951}}+\ldots \\&=0{,}5164541789407\ldots \!\,,\end{aligned}}} (OEIS A173898).
Za prvih 100 števk konstante zadostuje prvih enajst Mersennovih praštevil.

## Seznam znanih Mersennovih praštevil
Razpredelnica podaja vsa do sedaj znana Mersennova praštevila (OEIS A000668):
| #     | {\displaystyle n\,} | {\displaystyle M_{n}\,}     | št. števk v {\displaystyle M_{n}\,} | datum odkritja       | odkritelj                     | metoda                                        |
| ----- | ------------------- | --------------------------- | ----------------------------------- | -------------------- | ----------------------------- | --------------------------------------------- |
| 1     | 2                   | 3                           | 1                                   | okoli 430 pr. n. št. | starogrški matematiki         |                                               |
| 2     | 3                   | 7                           | 1                                   | okoli 430 pr. n. št. | starogrški matematiki         |                                               |
| 3     | 5                   | 31                          | 2                                   | okoli 300 pr. n. št. | starogrški matematiki         |                                               |
| 4     | 7                   | 127                         | 3                                   | okoli 300 pr. n. št. | starogrški matematiki         |                                               |
| 5     | 13                  | 8191                        | 4                                   | 1456                 | neznani                       | poskusno deljenje                             |
| 6     | 17                  | 131071                      | 6                                   | 1588                 | Cataldi                       | poskusno deljenje                             |
| 7     | 19                  | 524287                      | 6                                   | 1588                 | Cataldi                       | poskusno deljenje                             |
| 8     | 31                  | 2147483647                  | 10                                  | 1772                 | Euler                         | izboljšano poskusno deljenje                  |
| 9     | 61                  | 2305843009213693951         | 19                                  | november 1883        | Pervušin                      | Lucasova zaporedja                            |
| 10    | 89                  | 618970019642...137449562111 | 27                                  | junij 1911           | Powers                        | Lucasova zaporedja                            |
| 11    | 107                 | 162259276829...578010288127 | 33                                  | 1. junij 1914        | Powers                        | Lucasova zaporedja                            |
| 12    | 127                 | 170141183460...715884105727 | 39                                  | 10. januar 1876      | Lucas                         | Lucasova zaporedja                            |
| 13    | 521                 | 686479766013...291115057151 | 157                                 | 30. januar 1952      | Robinson                      | LLT / računalnik SWAC                         |
| 14    | 607                 | 531137992816...219031728127 | 183                                 | 30. januar 1952      | Robinson                      | LLT / SWAC                                    |
| 15    | 1279                | 104079321946...703168729087 | 386                                 | 25. junij 1952       | Robinson                      | LLT / SWAC                                    |
| 16    | 2203                | 147597991521...686697771007 | 664                                 | 7. oktober 1952      | Robinson                      | LLT / SWAC                                    |
| 17    | 2281                | 446087557183...418132836351 | 687                                 | 9. oktober 1952      | Robinson                      | LLT / SWAC                                    |
| 18    | 3217                | 259117086013...362909315071 | 969                                 | 8. september 1957    | Riesel                        | LLT / računalnik BESK                         |
| 19    | 4253                | 190797007524...815350484991 | 1281                                | 3. november 1961     | Hurwitz                       | LLT / računalnik IBM 7090                     |
| 20    | 4423                | 285542542228...902608580607 | 1332                                | 3. november 1961     | Hurwitz                       | LLT / IBM 7090                                |
| 21    | 9689                | 478220278805...826225754111 | 2917                                | 11. maj 1963         | Gillies                       | LLT / superračunalnik ILLIAC II               |
| 22    | 9941                | 346088282490...883789463551 | 2993                                | 16. maj 1963         | Gillies                       | LLT / ILLIAC II                               |
| 23    | 11.213              | 281411201369...087696392191 | 3376                                | 2. junij 1963        | Gillies                       | LLT / ILLIAC II                               |
| 24    | 19.937              | 431542479738...030968041471 | 6002                                | 4. marec 1971        | Tuckerman                     | LLT / računalnik IBM 360/91                   |
| 25    | 21.701              | 448679166119...353511882751 | 6533                                | 30. oktober 1978     | Noll, Nickel                  | LLT / superračunalnik CDC Cyber 174           |
| 26    | 23.209              | 402874115778...523779264511 | 6987                                | 9. februar 1979      | Noll                          | LLT / CDC Cyber 174                           |
| 27    | 44.497              | 854509824303...961011228671 | 13.395                              | 8. april 1979        | Nelson, Slowinski             | LLT / superračunalnik Cray 1                  |
| 28    | 86.243              | 536927995502...709433438207 | 25.962                              | 25. september 1982   | Slowinski                     | LLT / Cray 1                                  |
| 29    | 110.503             | 521928313341...083465515007 | 33.265                              | 28. januar 1988      | Colquitt, Welsh               | LLT / superračunalnik NEC SX-2                |
| 30    | 132.049             | 512740276269...455730061311 | 39.751                              | 19. september 1983   | Slowinski                     | LLT / superračunalnik Cray X-MP               |
| 31    | 216.091             | 746093103064...103815528447 | 65.050                              | 1. september 1985    | Slowinski                     | LLT / Cray X-MP/24                            |
| 32    | 756.839             | 174135906820...328544677887 | 227.832                             | 19. februar 1992     | Slowinski, Gage               | superračunalnik Cray-2 v Harwell Lab          |
| 33    | 859.433             | 129498125604...243500142591 | 258.716                             | 4. januar 1994       | Slowinski, Gage               | LLT / superračunalnik Cray C90                |
| 34    | 1.257.787           | 412245773621...976089366527 | 378.632                             | 3. september 1996    | Slowinski, Gage               | LLT / superračunalnik Cray T94                |
| 35    | 1.398.269           | 814717564412...868451315711 | 420.921                             | 13. november 1996    | GIMPS / Joel Armengaud        | LLT / progam Prime95 – 90 MHz Pentium PC      |
| 36    | 2.976.221           | 623340076248...743729201151 | 895.932                             | 24. avgust 1997      | GIMPS / Gordon Spence         | LLT / Prime95 – 100 MHz Pentium PC            |
| 37    | 3.021.377           | 127411683030...973024694271 | 909.526                             | 27. januar 1998      | GIMPS / Roland Clarkson       | LLT / Prime95 – 200 MHz Pentium PC            |
| 38    | 6.972.593           | 437075744127...142924193791 | 2.098.960                           | 1. junij 1999        | GIMPS / Nayan Hajratwala      | LLT / Prime95 – 350 MHz Pentium II IBM Aptiva |
| 39    | 13.466.917          | 924947738006...470256259071 | 4.053.946                           | 14. november 2001    | GIMPS / Michael Cameron       | LLT / Prime95 – 800 MHz Athlon T-Bird         |
| 40    | 20.996.011          | 125976895450...762855682047 | 6.320.430                           | 17. november 2003    | GIMPS / Michael Shafer        | LLT / Prime95 – 2 GHz Dell Dimension          |
| 41    | 24.036.583          | 299410429404...882733969407 | 7.235.733                           | 15. maj 2004         | GIMPS / Josh Findley          | LLT / Prime95 – 2.4 GHz Pentium 4 PC          |
| 42    | 25.964.951          | 122164630061...280577077247 | 7.816.230                           | 18. februar 2005     | GIMPS / Martin Nowak          | LLT / Prime95 – 2.4 GHz Pentium 4 PC          |
| 43    | 30.402.457          | 315416475618...411652943871 | 9.152.052                           | 15. december 2005    | GIMPS / Cooper, Boone         | LLT / Prime95 – 2 GHz Pentium 4 PC            |
| 44    | 32.582.657          | 124575026015...154053967871 | 9.808.358                           | 4. september 2006    | GIMPS / Cooper, Boone         | LLT / Prime95 – 3 GHz Pentium 4 PC            |
| 45[*] | 37.156.667          | 202254406890...022308220927 | 11.185.272                          | 6. september 2008    | GIMPS / Hans-Michael Elvenich | LLT / Prime95 – 2.83 GHz Core 2 Duo PC        |
| 46[*] | 42.643.801          | 169873516452...765562314751 | 12.837.064                          | 12. april 2009[**]   | GIMPS / Odd Magnar Strindmo   | LLT / Prime95 – 3 GHz Core 2 PC               |
| 47[*] | 43.112.609          | 316470269330...166697152511 | 12.978.189                          | 23. avgust 2008      | GIMPS / Edson Smith           | LLT / Prime95 – Dell Optiplex 745             |
| 48[*] | 57.885.161          | 581887266232...071724285951 | 17.425.170                          | 25. januar 2013      | GIMPS / Cooper                | LLT / Prime95 – 3 GHz Intel Core2 Duo E8400   |

^ *  Ni znano ali obstaja kakšno Mersennovo praštevilo med 44. (M32.582.657) in 48. (M57.885.161) v tej razpredelnici. Zato so zadnje štiri zaporedne številke le začasne. Vsa Mersennova števila manjša od 47-ega (M43.112.609) so bila preverjena vsaj enkrat, nekatera pa niso bila preverjena dvakrat. Nekatera Mersennova števila manjša od 48-ega niso bila preverjena. Praštevila ne odkrijejo vedno v naraščajočem vrstnem redu. 29. Mersennovo praštevilo je bilo na primer odkrito za 30. in 31. Prav tako je bilo 45. odkrito štirinajst dni za 47., ter 46. slabih sedem mesecev za 47.
^ **  Število M42,643,801 je bilo prvič odktito na stroju 12. aprila 2009. Vendar nihče ni bil pozoren na to dejstvo vse do 4. junija. Tako se lahko oba datuma, 12. april ali 4. junij, štejeta za datum 'odkritja'. Odktitelj Strindmo je verjetno uporabil nadimek Stig M. Valstad.
Število M43.112.609 je prvo odkrito praštevilo z več kot 10 milijoni desetiških števk. 48. znano Mersennovo praštevilo bi se zapisalo na 4647. straneh v desetiškem sistemu po 75 števk v vrstici in 50 vrstic na stran. Največje znano Mersennovo praštevilo (257,885,161 − 1) je hkrati tudi trenutno največje znano praštevilo.

## 2305843009213693951
Število 2305843009213693951 je deveto Mersennovo praštevilo in je enako {\displaystyle 2^{61}-1}. Leta 1883 je Pervušin pokazal, da je praštevilo, in ga zato včasih imenujejo Pervušinovo število. Do leta 1911 je ostalo drugo največje znano praštevilo za številom {\displaystyle 2^{127}-1}, katerega praštevilskost je že sedem let prej dokazal Lucas.

## Neskončni verižni ulomek
Konstanta neskončnega verižnega ulomka Mersennovih praštevil je:
{\displaystyle u_{\mathcal {M}}=[0;3,7,31,127,8191,131071,524287,2147483647,2305843009213693951,\ldots ]=0,318248158405\ldots \!\,.} (OEIS A242072).